# ام‌پی ۴۰
ام‌پی ۴۰ (آلمانی: Maschinenpistole، به معنای "پیستول خودکار") نوعی مسلسل دستی بود که با مهمات ۹×۱۹ میلی‌متری در آلمان طراحی و تولید و به‌طور گسترده توسط نیروهای محور در جریان جنگ جهانی دوم استفاده شد.
این مسلسل در سال ۱۹۳۸ توسط هنریش وولمر بر مبنای مسلسل دستی موفق ام‌پی ۳۸ طراحی گردیده بود. ام‌پی ۴۰ به صورت گسترده توسط پیاده‌نظام و قوای چترباز آلمان در جبهات شرقی و غربی مورد استفاده قرار گرفت. ویژگی‌های پیشرفته و مدرن این سلاح موجب علاقه سربازان و سایر کشورها به آن شده بود؛ به شکلی که پس از جنگ نیز مورد استفاده قرار گرفت. بین سال‌های ۱۹۴۰ و ۱۹۴۵ قریب به ۱٫۱ میلیون قبضه از این سلاح در آلمان تولید گردید. مسلسل دستی معروف ام‌پی-۵ در دهه ۱۹۶۰ با بهبود و پیشرفت همین مسلسل ساخته شد.

## طراحی
ام‌پی ۴۰ بر گرفته از مسلسل دستی ام‌پی ۳۸ بود که خود اقتباس شده از ام‌پی ۳۶ به حساب می‌آمد. ام‌پی ۳۶ با حمایت مالی ورماخت توسط ارما ورکه طراحی شده بود. هاینریش وولمر که بر روی ام‌پی ۳۶ نیز کار کرده بود، برای پاسخ به درخواست دفتر تسلیحات نیروی زمینی آلمان پیش‌نمونه ام‌پی ۳۸ را ارائه نمود. ام‌پی ۳۸ نمونه ساده شده‌ام‌پی ۳۶ و ام‌پی ۴۰ نیز نمونه ساده شده‌ام‌پی ۳۸ محسوب می‌شدند که جهت صرفه‌جویی تغییراتی در آن‌ها به عمل آمده بود که بارزترین آن استفاده از فولاد پرس‌شده به جای قطعات ماشین‌کاری‌شده بود. هدف از این کار مقرون به صرفه کردن تولید سلاح نسبتاً گران‌قیمت ام‌پی ۳۸ در شرایط جنگی بود.
مسلسل ام‌پی ۴۰ دارای گلنگدن باز و مسلح‌شونده به صورت خودکار با لگد شلیک بود. تنها حالت تیراندازی تمام خودکار بود اما نواخت تیر پایین امکان شلیک تک تیر را با کنترل ماشه فراهم می‌کرد. در تولیدات اولیه ام‌پی ۳۸ دسته چخماق به شکل ثابت به گلنگدن متصل بود اما در اواخر تولید ام‌پی ۳۸ و تمامی تولیدات ام‌پی ۴۰ این دسته به قطعه جدایی تبدیل شد که با قفل کردن آن موجب ایجاد حالتی برای در ضامن قرار دادن سلاح نیز شد. پیش از این تغییر جهت انجام این کار از یک قطعه چرم برای ثابت نگه داشتن گلنگدن در حالت جلو استفاده می‌گشت.
در قالب بدنه ام‌پی ۳۸ از فولاد ماشین کاری شده می‌شد که فرایندی زمان بر و پر هزینه بود. برای صرفه جویی در وقت و مواد و همچنین افزایش تولید، ساخت ام‌پی ۴۰ تا جای ممکن با قالب پرس‌شده و استفاده از نقطه‌جوش صورت پذیرفت. همچنین بدنه و گلنگدن ام‌پی ۳۸ دارای شیارهای طولی و خشاب آن با دهانه دایره‌ای شکل بود که این حالات نیز در ام‌پی ۴۰ حذف شد.
یک ویژگی منحصر به فرد که در مسلسل‌های دستی ام‌پی ۳۸ و ام‌پی ۴۰ به کار برده شد یک میله از جنس آلومینیوم، آهن یا باکلیت بود که زیر لوله تفنگ قرار می‌گرفت تا سلاح هنگام تیراندازی از لبه بدنه یک خودروی زرهی روباز همچون Sd.Kfz. 251، ثابت بماند. در این مسلسل‌ها محافظی نیز بین خشاب و دستگیره سلاح جهت مراقب از دست کاربر تعبیه شده بود. نبودن هیچ‌گونه عایق حرارتی در لوله این مسلسل‌ها اغلب موجب سوختگی هنگام اشتباه قرار گرفتن دست می‌شد. برای نخستین بار در یک مسلسل دستی، ام‌پی ۴۰ مجهز به قنداق جمع‌شونده رو به جلو بود که موجب کاهش کلی طول سلاح هنگام جمع شدن می‌شد و کار پیشروی سریع را برای قوای آلمانی در تمام جبهات به خصوص نیروی‌های مکانیزه راحت‌تر می‌کرد. با این وجود این قنداق از دوام کافی هنگام نبردهای سنگین دارا نبود.
با وجود قابل اتکا بودن ام‌پی ۴۰، خشاب ۳۲ فشنگی این سلاح نقطه‌ضعف بزرگی برای آن به‌شمار می‌رفت. برخلاف مسلسل دستی تامسون که از خشاب دو ستونی با دو بخش تغذیه استفاده می‌کرد، ام‌پی ۴۰ با خشاب دو ستونی تنها دارای یک بخش تغذیه بود. تغذیه تک‌بخشی موجب افزایش اصطکاک بین گلوله‌های باقی مانده در خشاب که به سمت بالا در حرکت بودند و لبه‌های این بخش می‌شد که نتیجتاً گیرکردن خشاب را حاصل می‌نمود. این شرایط با ورود گرد و خاک یا سایر مواد به داخل خشاب تشدید می‌شد. مشکل دیگر استفاده از خشاب به عنوان دستگیره بود که می‌توانست با فشار وارده از دست باعث اشکال در عملکرد اسلحه در اثر تغییر مکان دهانه خشاب گردد چرا که نگهدارنده خشاب نمی‌توانست آن را محکم در محل خود ثابت کند. نتیجتاً به سربازان آلمانی آموزش داده می‌شد تا جهت جلوگیری از این مشکل از زیر بدنه سلاح یا ورودی خشاب بگیرند. به همین جهت گرفتن این اسلحه از خشاب که در بازی‌های رایانه‌ای و فیلم‌های مربوط به آن دوره به تصویر کشیده می‌شود، چندان صحیح به نظر نمی‌رسد. از طرفی هنگامی که خشاب ۳۲ تیری سلاح به صورت کامل پر می‌شد گاهی موجب اشکال در عملکرد فنر آن می‌گردید. برای ممانعت از این مشکل سربازان عموماً خشاب را تنها تا حد ۲۸ یا ۳۰ تیر پر می‌کردند.

## استفاده
با وجود این که بیشتر ویژگی‌های خوبی داشت، یک عیب جدی ام‌پی ۴۰ حساسیت آن به رطوبت، گردوخاک و سرما بود که اغلب موجب گیرکردن آن می‌شد. با وجود چنین مشکلاتی که البته بعداً مرتفع شد، ام‌پی ۴۰ در کنار کارابینر ۹۸کا، یکی از سلاح‌های استاندارد پیاده‌نظام آلمان باقی ماند.
درگیر شدن در نبردهای آتی همانند نبرد استالینگراد در مقابل نیروهای ارتش سرخ که همه یگان‌های آن دارای مسلسل دستی بودند، آلمانی‌ها را در نبردهای نزدیک شهری در موضع ضعف قرار داد. این مسئله موجب تغییر تاکتیک آن‌ها شد و تا آخر جنگ ام‌پی ۴۰ را سلاح اصلی میدان‌ها نبرد تبدیل کرد. با توجه به برد کوتاه، این سلاح کارایی مؤثری در نبردهای نزدیک همچون درگیری‌های شهری یا نبرد در مناطق جنگلی داشت اما در موقعیت‌ها با میدان نبرد فراخ کاربران آن را با مشکل مواجه می‌کرد. به همین جهت آلمان از سال ۱۹۴۳ شروع به جایگزین کردن مسلسل دستی جدید اشتورم‌گور ۴۴ به جای تفنگ‌های قدیمی‌تر کارابینر ۹۸کا و ام‌پی ۴۰ نمود. تا انتهای جنگ جهانی دوم در سال ۱۹۴۵ مقداری بالغ بر ۱٫۱ میلیون قبضه از مسلسل دستی ام‌پی ۴۰ تولید شد.

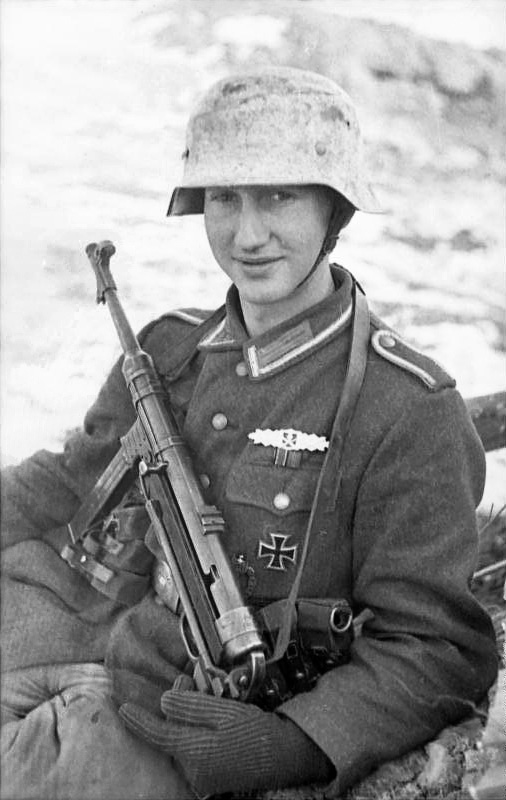
ام‌پی ۴۰ در دست سرباز آلمانی، سال ۱۹۴۴

## کاربران

یک پارتیزان فرانسوی به همراه ام‌پی ۴۰ در سال ۱۹۴۴

- الجزایر: ارتش آزادی‌بخش میهنی الجزایر در جنگ استقلال الجزایر از مسلسل‌های دستی ام‌پی ۴۰ که از جانب کشورهای بلوک شرقی چکسلواکی و یوگسلاوی تأمین شده بود، علیه استعمارگران فرانسوی استفاده کرد
- اتریش
- بوسنی و هرزگوین
- بلغارستان
- دولت مستقل کرواسی
- قبرس
- چکسلواکی
- فرانسه: در هندوچین و الجزایر فرانسه
- یونان
- گواتمالا: نمونه‌های ام‌پی ۳۸/۴۰ تأمین شده توسط چکسلواکی
- مجارستان
- اندونزی
- اسرائیل
- ارتش آزادی‌بخش کوزوو
- آلمان نازی
- نروژ
- لهستان
- رومانی
- اتحاد جماهیر شوروی: سلاح‌های به غنیمت‌گرفته‌شده، استفاده توسط پارتیزان‌ها و دیگران
- سوریه: در جنگ با اسرائیل
  - شورشی‌ها در جنگ داخلی
- اسپانیا: نمونه داخلی Z-45
- ایالات متحده آمریکا: در جنگ ویتنام و برخی نیروهای امنیتی
- ویتنام جنوبی
- ویتنام: به غنیمت‌گرفته‌شده در جنگ استقلال علیه استعمارگران فرانسوی
- جمهوری فدرال سوسیالیستی یوگسلاوی
- زیمبابوه: شورشی‌های مسلح